# Aragüés del Puerto
Aragüés del Puerto (aragónul Aragüés de lo Puerto) település Spanyolországban, Huesca tartományban. Aragüés del Puerto Ansó, Aísa, Jasa és Valle de Hecho községekkel határos. Lakosainak száma 114 fő (2024).

## Népesség
A település lakosságának változását az alábbi diagram mutatja:
| Lakosok száma | 132  | 143  | 137  | 132  | 133  | 123  | 115  | 115  | 116  | 114  |
|               | 2001 | 2004 | 2006 | 2009 | 2011 | 2014 | 2016 | 2019 | 2021 | 2024 |